# به خانه خوش آمدید، راکسی کارمایکل
به خانه خوش آمدید، راکسی کارمایکل (به انگلیسی: Welcome Home, Roxy Carmichael) فیلمی محصول سال ۱۹۹۰ و به کارگردانی جیم آبراهامز است. در این فیلم بازیگرانی همچون وینونا رایدر، جف دانیلز، لیلا روبینز، دینه مانوف، توماس ویلسون براون، فرانسیس فیشر، گراهام بکل و استیون توبولوسکی ایفای نقش کرده‌اند.